# Dicranota sinoalpina
Dicranota sinoalpina är en tvåvingeart som beskrevs av Alexander 1933. Dicranota sinoalpina ingår i släktet Dicranota och familjen hårögonharkrankar. Inga underarter finns listade i Catalogue of Life.